# 埤腳 (雲林縣)
埤腳，是台灣雲林縣土庫鎮的一個傳統地域名稱，位於該鎮西部偏南。相較於今日行政區，其範圍大致包括埤腳里不含西南端、大荖里南部邊界地帶中西段。

## 歷史
台灣清治末期至日治初期，埤腳地區為一街庄，稱為「埤腳庄」，隸屬於大坵田堡。該庄北邊西段與崙內庄為鄰，北邊東段及東北邊與大荖庄為鄰，東南與新興庄為鄰，南邊為糞箕湖庄，西邊為子茂庄、後湖庄。
1901年（日治明治三十四年）11月，全台廢縣廳改設二十廳，該庄隸屬於斗六廳。1903年（明治三十六年）6月，該庄編入「土庫區」，隸屬於斗六廳。1909年（明治四十二年）10月，合併二十廳為十二廳，土庫區改隸屬於嘉義廳。1920年（大正九年），全台地方制度大改正，廢十二廳改設五州二廳，該庄改制為「埤腳」大字，隸屬於臺南州虎尾郡土庫庄。1943年10月，土庫庄升格為土庫街。
戰後土庫街改制為土庫鎮，隸屬於臺南縣，大字亦改制為里。1950年10月，雲、嘉、南分治，土庫鎮改隸屬雲林縣。

## 聚落
本地區發展較早的聚落有牛稠仔、埤腳、竹圍（竹圍子）等，在日治期初期的官方地圖上已有記載。

## 交通
省道台78線即「東西向快速公路－台西古坑線」，是雲林縣境內的東西向快速公路，大致以西北西—東南東走向繞大彎轉西南西—東北東走向經過埤腳地區西北端。西側最近的交流道是省道台19線交會處的元長交流道，東側最近的是鄉道雲97線交會處的土庫交流道。由此等向西可前往東勢、台西等地；向東可前往虎尾、斗南、古坑、高厝林子頭的東側端點（古坑端）並止於國道3號古坑系統交流道；亦可於雲林系統交流道轉接國道1號前往台灣西部南北各地。
縣道145號是彰化縣埤頭鄉至嘉義縣六腳鄉港尾寮的道路，大致以東北微東—西南微西走向蜿蜒經過本地區東南部邊界外不遠處的新興地區。由該道路向東北微東可前往土庫市區、虎尾、西螺、埤頭等地，向西南西可前往元長、北港、六腳港尾寮並止於省道台19線路口。
縣道160號是四湖鄉三條崙至土庫鎮無底潭的道路，其東側端點（終點）位於本地區南部邊界外不遠處糞箕湖地區中部的縣道145號路口（無底潭聚落東北郊）。由此向西北西轉西南微西可前往元長、四湖等地。
鄉道雲98線是潮洋厝至頂竹圍的道路，大致以西北西—東南東走向到達本地區北部邊界東側後，沿邊界地帶而行，至鄉道雲99線路口轉東北與其共線並出境。由該道路向西北西於大荖地區西南端經省道台78線（東西向快速公路－台西古坑線）高架橋下後可前往崙內、馬公厝西南部、潮洋厝並止於省道台19線路口（潮洋厝聚落北北東郊）；向東北於大荖聚落轉南獨行後轉東南東再轉東可前往石廟子西南端、土庫與新興交界地帶並止於鄉道雲100線轉角路口（新興地區頂竹圍聚落東郊）。
鄉道雲99線是後埔至奮起湖的道路，大致以東北—西南走向與鄉道雲98線共線到達本地區北部邊界東側的鄉道雲98線右側路口後，轉西南微南獨行入境，過舊虎尾溪仁銘橋後轉南南西，至牛稠仔聚落經鄉道雲100線左側路口後轉南微西與其共線約350公尺，出聚落經鄉道雲100線右側路口後獨行以至於本地區南部邊界中央偏東處出境。由該道路向東北於大荖聚落轉東北獨行後轉北再轉西北再轉北北東可前往大荖地區北部的後埔聚落並止於縣道158號舊線（民族路-大屯）路口；向南微西可前往奮起湖並止於鄉道雲104線路口。
鄉道雲100線是潭東至土庫的道路，大致以西向東到達本地區西部邊界中央偏南處後沿邊界而行，其後因邊界線南移而入境，轉東南微東進入埤腳聚落蜿蜒而行，經鄉道雲101線右側路口轉東微南與其共線再轉東南東（共線約220公尺），經鄉道雲101線左側路口後轉東南獨行出並聚落，至鄉道雲101-1線起點路口轉東北微東，至鄉道雲99線路口轉北微東與其共線約350公尺，至牛稠仔聚落的路口轉東南東獨行，出聚落後經鄉道雲102線起點路口續行，至於本地區東部邊界轉東微北沿邊界行一小段路後出境。由該道路向西可前往子茂北端、山子內中部、合和、元長西端、潭內並止於鄉道雲166線路口；向東微北可前往新興、新興與土庫交界地帶、土庫市區並止於縣道145甲線起點路口暨鄉道雲173線起點路口（土庫圓環）。
鄉道雲100-1線是埤腳至綺湖（糞箕湖）的道路，其西北側端點（起點）位於本地區西南部埤腳聚落東郊的鄉道雲100線轉角路口。由此向東南直行，出境後可前往糞箕湖並止於鄉道雲104線路口。
鄉道雲101線是復興（福興）至秀潭（無底潭）的道路，大致以北北東—南南西走向由本地區北部邊界過舊虎尾溪崙碑北橋後入境蜿蜒而行，至鄉道雲100線路口轉西北西與其共線約220公尺，至埤腳聚落的路口轉南蜿蜒獨行，出聚落後續行，於本地區南部邊界西側過頂寮大排水橋梁後轉南南東出境。由該道路向北北東經省道台78線（東西向快速公路－台西古坑線）高架橋下可前往崙內、馬公厝、新庄子、羅厝並止於該地區西北部福興聚落的鄉道雲20線路口；向南南東轉南可前往糞箕湖地區西南部並止於縣道145號路口（無底潭聚落南南東郊）。
鄉道雲102線是扶朝（牛稠仔）至新興的道路，其西北側端點（起點）位於本地區東北部的鄉道雲100線路口（牛稠仔聚落東南東郊）。由此向南南西轉東南微東，出境後可前往新興並止於縣道145號路口（新興聚落南側）。

## 學校
- 埤腳國小